# مجزرة تاجنة
تسببت مذبحة تاجنة في وفاة 81 شخصًا. وقد بدأت حوالي 9:00 مساءً في 8 ديسمبر واستمرت حتى وقت مبكر من 9 سبتمبر عام 1998، وقُتل فيها 81 قرويًا (45 وفقًا للتقارير الأولية) على يد جماعات مسلحة في القرى الجبلية لبو حامد وأياتشيش شمال تاجنة مباشرة، نحو 170 كـم (106 ميل) غرب الجزائر، في منطقة الشلف غرب الجزائر. وقد أفادت التقارير أن طريقة القتل كانت سادية للغاية، فقد تم تشويه الضحايا وحرق الجثث؛ ونقلت سي إن إن عن أحد الناجين قوله أن «المهاجمين شقوا حناجر الأطفال، وقطعوا أيديهم وأرجلهم ورموا الجثث في وعاء مغلي» وبالإضافة لذلك، تم اختطاف 20 امرأة (8 وفقًا للتقارير الأولية). كما قُتل 7 أشخاص آخرين هناك في الليلة السابقة. وقد وقعت المذبحة قبل نحو عشرة أيام من بداية شهر رمضان.
وقد ذكر المذبحة عضو في البرلمان في مناقشة برلمانية متلفزة. وقام وزير الداخلية مصطفى بن سامور بزيارة موقع المذبحة في وقت لاحق. وأعلنت السلطات حملة لمطاردة القتلة المسؤولين في الإذاعة الوطنية، وأعلنت أن «الفرقة الإرهابية» هي المسؤولة عن المذبحة. وقد تم وصف جبل قريب كقاعدة رئيسية للجماعة الإسلامية المسلحة وبالتالي يفترض أن هذه الجماعة هي المسؤولة. ومع ذلك (على الأقل اعتبارًا من 10 ديسمبر 1998) لم تعلن أي جماعة مسؤوليتها عن المذبحة.
وتعرضت تاجنة في وقت لاحق إلى مذبحة ثانية أصغر في 25-26 مايو 2003، عندما قُتل 7 أشخاص يوم الـ 25 و14 آخرون من عائلة واحدة يوم الـ 26..

## وصلات خارجية
- BBC
- AP Report - 10th
- AP report - 11th
- AP
- CNN - 9th
- CNN - 10th
- Massacre de Tadjena- Nuit du 8 au 9 décembre 1998 (French, with photos)
- Humanite
- Voice of America